# Osmanthus
Osmanthus Lour. è un genere di piante  appartenente alla famiglia delle Oleaceae.Noto in Italiano con il nome generico Osmanto.
La specie tipo è Osmanthus fragrans.  

## Etimologia
Il nome Osmanthus deriva dal greco antico ed è composto dalle parole  ὸσμὴ (osmè= odore) e ὰνθος (anthos= fiore), con riferimento al profumo dei suoi fiori. La denominazione fu introdotta dal botanico João de Loureiro nel 1790.

## Descrizione
Le dimensioni variano dall'arbusto al piccolo albero, con altezze che vanno dai 2 ai 12 metri.
Le foglie sono opposte, sempreverdi e con un bordo continuo o finemente dentellato.
I fiori compaiono in primavera, estate o autunno e hanno una lunghezza di circa 1 cm, con una corolla a quattro lobi. I fiori sono generalmente raggruppati in una pannocchia e, in alcune specie, sono molto profumati.
Il frutto è una piccola drupa lunga 10–15 mm; il colore va dal rosso scuro al blu e contiene un unico seme.

## Distribuzione e habitat
La maggior parte delle specie sono originarie dell'Asia orientale, in particolare Cina, Corea, Giappone, Himalaya e Indocina. Alcune specie sono native del Caucaso, Nuova Caledonia e Sumatra.

## Tassonomia
Il genere comprende le seguenti specie:
- Osmanthus armatus Diels
- Osmanthus attenuatus P.S.Green
- Osmanthus austrozhejiangensis Z.H.Chen, W.Y.Xie & Xi Liu
- Osmanthus cooperi Hemsl.
- Osmanthus decorus (Boiss. & Balansa) Kasapligil
- Osmanthus delavayi Franch.
- Osmanthus didymopetalus P.S.Green
- Osmanthus enervius Masam. & T.Mori
- Osmanthus fordii Hemsl.
- Osmanthus fragrans Lour.
- Osmanthus gracilinervis L.C.Chia ex R.L.Lu
- Osmanthus hainanensis P.S.Green
- Osmanthus henryi P.S.Green
- Osmanthus heterophyllus (G.Don) P.S.Green
- Osmanthus insularis Koidz.
- Osmanthus iriomotensis T.Yamaz.
- Osmanthus kaoi (T.S.Liu & J.C.Liao) S.Y.Lu
- Osmanthus lanceolatus Hayata
- Osmanthus pubipedicellatus L.C.Chia ex H.T.Chang
- Osmanthus reticulatus P.S.Green
- Osmanthus rigidus Nakai
- Osmanthus serrulatus Rehder
- Osmanthus suavis King ex C.B.Clarke
- Osmanthus urceolatus P.S.Green
- Osmanthus venosus Pamp.
- Osmanthus yunnanensis (Franch.) P.S.Green

Sono inoltre noti i seguenti ibridi:
- Osmanthus × burkwoodii (Burkwood & Skipwith) P.S.Green  (O. delavayi × O. decorus)
- Osmanthus × fortunei Carrière (O. fragrans × O. heterophyllus)